# Равнинный (Ростовская область)
Равни́нный — посёлок в Октябрьском районе Ростовской области.
Входит с состав Артемовского сельского поселения.

## История
В 1987 году указом Президиума Верховного Совета РСФСР посёлку третьей фермы совхоза «Артемовец» присвоено наименование Равнинный.

## Население
| 2010 |
| ---- |
| 338  |

## Улицы
В посёлке имеются две улицы: Лесная и Майская.